# Martha Platonoff
Martha Platonoff, född Neiglick 20 september 1889 i Helsingfors, död där 9 augusti 1964, var en finländsk konstnär. Hon var dotter till Hjalmar Neiglick. 
Platonoff genomgick Finska konstföreningens ritskola 1904–1906 och var därefter bland annat verksam inom konsthantverket (läder- och batikarbeten) och som dekorationsmålare samt kostymtecknare vid Svenska Teatern och Finska Operan. På äldre dagar sysslade hon med ortodox kyrkokonst, bland annat ikonmåleri.